# André Daspre
André Daspre (* 1. Dezember 1928 in Avignon; † 10. September 2013 in Toulon) war ein französischer Romanist und Literaturwissenschaftler, Spezialist von Roger Martin du Gard.

## Leben und Werk
Daspre besuchte Gymnasien in Avignon und Paris. Er bestand 1958 die Agrégation de grammaire und unterrichtete an Gymnasien in Paris (Lycée Voltaire) und Le Havre, sowie ab 1961 in Toulon (Lycée Dumont d’Urville). Als Assistent der Universität Nizza habilitierte er sich 1976 an der Universität Paris III bei Michel Décaudin mit der Thèse Roger Martin du Gard romancier d'après Jean Barois und war von 1976 bis 1991 Professor an der Universität Nizza. Dort gründete er das „Centre International de Recherche sur Roger Martin du Gard“ und die „Association des Amis du Centre International de Recherche sur Roger Martin du Gard“. Sein Grab ist in Cuers.

## Weitere Werke
- (Hrsg. mit Michel Décaudin) Histoire littéraire de la France, hrsg. von Pierre Abraham und Roland Desné, Band 11. 1913-1939. Band 12. 1939–1970, 2 Bde., Paris 1979–1980.
  - (Hrsg. mit Michel Décaudin) Manuel d’Histoire littéraire de la France, hrsg. von Pierre Abraham und Roland Desné, Band 6. 1913–1976, Paris 1982, 1987.
- (Mitarbeiter mit Claude Sicard) Roger Martin Du Gard, Correspondance générale, 10 Bde., hrsg. von Maurice Rieuneau, Paris 1980–2006.
- (Hrsg.) Roger Martin du Gard, Le Lieutenant-colonel de Maumort, Paris 1983, 2008 (Bibliothèque de la Pléiade).
- (Hrsg. mit Jochen Schlobach) Roger Martin du Gard. Son temps et le nôtre. Colloque de Saarbrücken, 9, 10 et 11 novembre 1981, Paris 1984.
- (Hrsg. mit Alain Tassel) Roger Martin du Gard et les crises de l'histoire. Colonialisme, seconde guerre mondiale. Actes du sixième colloque international des 16, 17 et 18 novembre 2000 (Université de Nice, Faculté des Lettres, Arts et Sciences Humaines), Nizza 2001.
- (Mitarbeiter) Roger Martin du Gard und Jean Tardieu, Lettres croisées 1923-1958, hrsg. von Claude Debon, Paris 2003.